# Đồng Thành, An Khánh
Đồng Thành (chữ Hán giản thể: 桐城市, âm Hán Việt: Đồng Thành thị) là một thành phố cấp phó địa khu trực thuộc địa cấp thị An Khánh, tỉnh An Huy, Cộng hòa Nhân dân Trung Hoa. Thành phố Đồng Thành có diện tích 2433 km², dân số 1,4 triệu người. Theo điều chỉnh phân chia đơn vị hành chính năm 2005, thành phố này có 19 trấn và 4 hương. 
- Nhai đạo biện sự xứ: Văn Xương, Nam Diễn, Thái Bình, Bích Phong.
- Trấn: Tầm Ngư, Khổng Thành, Phạm Cương, Thanh Thảo, Đoà Xung, Quải Trấn Hương, Tạp Phô, Kim Thần, Đường Loan, Song Cảng, Cao Kiều, Tân Độ, Hương Phô, Đại Quan, Hưng Điếm, Lư Đình, Hi Tử Hồ, Lão Mai.
- Hương: Trung Nghĩa, Long Miên, Hoàng Phô, Đại Đường.